# Micrurus remotus
Micrurus remotus este o specie de șerpi din genul Micrurus, familia Elapidae, descrisă de Roze 1987. Conform Catalogue of Life specia Micrurus remotus nu are subspecii cunoscute.